# Eremogone
Eremogone là danh pháp khoa học của một chi thực vật có hoa trong họ Caryophyllaceae, bản địa khu vực ôn đới Bắc bán cầu, bao gồm miền tây Bắc Mỹ, Bắc Á, Trung Á, Tây Á, miền bắc Nam Á, Đông Âu và đông bắc châu Phi. Các cố gắng nhằm dung giải quan hệ phân loại trong phạm vi họ Caryophyllaceae đã dẫn tới sự mở rộng của Eremogone với các loài từ các chi khác.

## Lịch sử phân loại
Năm 1833 Eduard Fenzl tạo ra chi Eremogone với chú thích số 6 như sau: Aus den grasblättrigen Arenarien von mir gebildet. Sprengel begreift sie unter der Abtheilung Orientales, Decandolle unter der Sectio II. Arenarium 1. Foliis gramineis (Do tôi tạo ra từ các loài Arenaria lá cỏ. Sprengel xếp chúng trong tổ Orientales, DeCandolle xếp trong Tổ II. Arenaria 1. Lá cỏ.). Ông cho rằng nó chứa khoảng 19 loài, nhưng tại các trang 18, 37, 43, 46, 57-59 chỉ liệt kê 14 loài, trong đó có Eremogone graminifolia (= Arenaria graminifolia Schrad., 1809; trang 37, 46; tính từ định danh graminifolia cũng có nghĩa là lá cỏ) nhưng không chỉ định loài điển hình. Tuy nhiên, danh pháp Arenaria graminifolia của Heinrich Adolph Schrader là không hợp lệ (nom. illeg.), do nó là đồng danh muộn của Arenaria graminifolia Ard., 1764 = Mcneillia graminifolia (Ard.) Dillenb. & Kadereit, 2014.
Năm 1973, Sergei Sergeevich Ikonnikov rà soát lại chi Eremogone và nhận ra rằng Eremogone graminifolia của Fenzl là đồng nghĩa muộn của Arenaria saxatilis mà Carl Linnaeus đã mô tả năm 1753; vì thế ông đã tạo ra tổ hợp tên gọi mới Eremogone saxatilis và chỉ định nó làm loài điển hình của chi này.

## Các loài
Hiện tại Plants of the World Online công nhận 100 loài:
- Eremogone aberrans (M.E.Jones) Ikonn., 1973
- Eremogone acerosa (Boiss. & Heldr.) Ikonn., 1973
- Eremogone acicularis (F.N.Williams) Ikonn., 1973
- Eremogone aculeata (S.Watson) Ikonn., 1973
- Eremogone acutisepala (Hausskn. ex F.N.Williams) Ikonn., 1973
- Eremogone aksayqingensis (L.H.Zhou) Rabeler & W.L.Wagner, 2015
- Eremogone ali-gulii Koç & Hamzaoğlu, 2016
- Eremogone androsacea (Grubov) Ikonn., 1973
- Eremogone angustisepala (McNeill) Ikonn., 1973
- Eremogone armeniaca (Boiss.) Holub, 1977
- Eremogone asiatica (Schischk.) Ikonn., 1973
- Eremogone baxoiensis (L.H.Zhou) Dillenb. & Kadereit, 2014
- Eremogone biebersteinii (D.F.K.Schltdl.) Holub, 1974
- Eremogone blepharophylla (Boiss.) Ikonn., 1973
- Eremogone brachypetala (Grossh.) Czerep., 1981
- Eremogone brevipetala (Tsui & L.H.Zhou) Sadeghian & Zarre, 2015
- Eremogone bryophylla (Fernald) Pusalkar & D.K.Singh, 2015
- Eremogone calcicola (Gilli) Ikonn., 1973
- Eremogone capillaris (Poir.) Fenzl, 1833
- Eremogone caricifolia (Boiss.) Ikonn., 1973
- Eremogone cephalotes (M.Bieb.) Fenzl, 1833
- Eremogone cliftonii Rabeler & R.L.Hartm., 2008
- Eremogone commagenae (Çeleb. & Favarger) Rabeler & W.L.Wagner, 2015
- Eremogone congesta (Nutt.) Ikonn., 1973
- Eremogone cucubaloides (Sm.) Hohen., 1838
- Eremogone curvifolia (Majumdar) Pusalkar & D.K.Singh, 2015
- Eremogone davisii (McNeill) Holub, 1977
- Eremogone dianthoides (Sm.) Ikonn., 1973
- Eremogone drypidea (Boiss.) Ikonn., 1973
- Eremogone eastwoodiae (Rydb.) Ikonn., 1973
- Eremogone edgeworthiana (Majumdar) Pusalkar & D.K.Singh, 2015
- Eremogone fendleri (A.Gray) Ikonn., 1973
- Eremogone ferganica (Schischk.) Ikonn., 1973
- Eremogone ferrisiae (Abrams) R.L.Hartm. & Rabeler, 2004
- Eremogone ferruginea (Duthie ex F.N.Williams) Pusalkar & D.K.Singh, 2015
- Eremogone festucoides (Benth.) Pusalkar & D.K.Singh, 2015
- Eremogone formosa (Fisch. ex Ser.) Fenzl, 1833
- Eremogone franklinii (Douglas ex Hook.) R.L.Hartm. & Rabeler, 2004
- Eremogone fursei (Lazkov) Lazkov, 2020
- Eremogone gerzensis (L.H.Zhou) Rabeler & W.L.Wagner, 2015
- Eremogone glaucescens (H.J.P.Winkl.) Ikonn., 1973
- Eremogone globuliflora (Rech.f.) Ikonn., 1990
- Eremogone graminea (C.A.Mey.) C.A.Mey., 1835
- Eremogone griffithii (Boiss.) Ikonn., 1973
- Eremogone gypsophiloides (L.) Fenzl, 1833
- Eremogone haitzeshanensis (Tsui ex L.H.Zhou) Rabeler & W.L.Wagner, 2015
- Eremogone holostea (M.Bieb.) Rupr., 1869
- Eremogone hookeri (Nutt.) W.A.Weber, 1981
- Eremogone ikonnikovii Knjaz., 2012
- Eremogone insignis (Litv.) Ikonn., 1990
- Eremogone isaurica (Boiss.) Ikonn., 1973
- Eremogone ischnophylla (F.N.Williams) Rabeler & W.L.Wagner, 2015
- Eremogone jakutorum (A.P.Khokhr.) N.S.Pavlova, 1996
- Eremogone juncea (M.Bieb.) Fenzl, 1833
- Eremogone kansuensis (Maxim.) Dillenb. & Kadereit, 2014
- Eremogone kingii (S.Watson) Ikonn., 1973
- Eremogone koelzii (Rech.f.) Ikonn., 1990
- Eremogone kumaonensis (Maxim.) Pusalkar & D.K.Singh, 2015
- Eremogone lancangensis (L.H.Zhou) Rabeler & W.L.Wagner, 2015
- Eremogone ledebouriana (Fenzl) Ikonn., 1973
- Eremogone loisiae N.H.Holmgren & P.K.Holmgren, 2011
- Eremogone longifolia (M.Bieb.) Fenzl, 1833
- Eremogone lychnidea (M.Bieb.) Rupr., 1869
- Eremogone macradenia (S.Watson) Ikonn., 1973
- Eremogone macrantha (McNeill) Ikonn., 1973
- Eremogone meyeri (Fenzl) Ikonn., 1973
- Eremogone minuartioides Dillenb. & Kadereit, 2014
- Eremogone mongolica (Schischk.) Ikonn., 1973
- Eremogone mukerjeeana (Majumdar) Rabeler & W.L.Wagner, 2015
- Eremogone multiflora (Gilli) Ikonn., 1973
- Eremogone oosepala (Bordz.) Czerep., 1981
- Eremogone paulsenii (H.J.P.Winkl.) Ikonn., 1973
- Eremogone persica (Boiss.) Ikonn., 1990
- Eremogone picta (Sm.) Dillenb. & Kadereit, 2014
- Eremogone polaris (Schischk.) Ikonn., 1973
- Eremogone polycnemifolia (Boiss.) Holub, 1977
- Eremogone potaninii (Schischk.) Rabeler & W.L.Wagner, 2015
- Eremogone procera (Spreng.) Rchb., 1841
- Eremogone przewalskii (Maxim.) Ikonn., 1973
- Eremogone pseudacantholimon (Bornm.) Holub, 1977
- Eremogone pulvinata (Edgew.) Pusalkar & D.K.Singh, 2015
- Eremogone pumicola (Coville & Leiberg) Ikonn., 1973
- Eremogone qinghaiensis (Tsui & L.H.Zhou) Rabeler & W.L.Wagner, 2015
- Eremogone rigida (M.Bieb.) Fenzl, 1833
- Eremogone roborowskii (Maxim.) Rabeler & W.L.Wagner, 2015
- Eremogone saxatilis (L.) Ikonn., 1973
- Eremogone scariosa (Boiss.) Holub, 1977
- Eremogone shannanensis (L.H.Zhou) Rabeler & W.L.Wagner, 2015
- Eremogone sinaica (Boiss.) Dillenb. & Kadereit, 2014
- Eremogone stenomeres (Eastw.) Ikonn., 1974
- Eremogone surculosa (Rech.f.) Ikonn., 1990
- Eremogone szowitsii (Boiss.) Ikonn., 1973
- Eremogone taibaishanensis (L.H.Zhou) Rabeler & W.L.Wagner, 2015
- Eremogone talassica (Adylov) Czerep., 1981
- Eremogone tetrasticha (Boiss.) Ikonn., 1973
- Eremogone tschuktschorum (Regel) Ikonn., 1973
- Eremogone turlanica (Bajtenov) Czerep., 1981
- Eremogone ursina (B.L.Rob.) Ikonn., 1973
- Eremogone zadoiensis (L.H.Zhou) Rabeler & W.L.Wagner, 2015
- Eremogone zargariana (Parsa) Holub, 1977